# Chorente, Goios, Courel, Pedra Furada e Gueral
Chorente, Goios, Courel, Pedra Furada e Gueral (oficialmente: União das Freguesias de Chorente, Goios, Courel, Pedra Furada e Gueral) é uma freguesia portuguesa do município de Barcelos, com 16,09 km² de área e 2454 habitantes (censo de 2021). A sua densidade populacional é 152,5 hab./km².

## História
Foi constituída em 2013, no âmbito de uma reforma administrativa nacional, pela agregação das antigas freguesias de Chorente, Goios, Courel, Pedra Furada e Gueral e tem sede em Chorente.

## Demografia
A população registada nos censos foi:
| Distribuição da População por Grupos Etários | Distribuição da População por Grupos Etários | Distribuição da População por Grupos Etários | Distribuição da População por Grupos Etários | Distribuição da População por Grupos Etários | Distribuição da População por Grupos Etários |
| -------------------------------------------- | -------------------------------------------- | -------------------------------------------- | -------------------------------------------- | -------------------------------------------- | -------------------------------------------- |
| Antes da agregação                           |                                              |                                              |                                              |                                              |                                              |
| Ano                                          | 0-14 anos                                    | 15-24 anos                                   | 25-64 anos                                   | >= 65 anos                                   | Total                                        |
| 2001                                         | 540                                          | 448                                          | 1406                                         | 332                                          | 2726                                         |
| 2011                                         | 451                                          | 313                                          | 1386                                         | 418                                          | 2568                                         |
| Após a agregação                             |                                              |                                              |                                              |                                              |                                              |
| Ano                                          | 0-14 anos                                    | 15-24 anos                                   | 25-64 anos                                   | >= 65 anos                                   | Total                                        |
| 2021                                         | 301                                          | 316                                          | 1306                                         | 531                                          | 2454                                         |

## Política

### Eleições autárquicas
| Data | %                  | V                  | %                  | V                  | %     | V  | %     | V   |
| Data | PPD/PSD.CDS-PP     | PPD/PSD.CDS-PP     | PPD/PSD.CDS-PP.PPM | PPD/PSD.CDS-PP.PPM | PS    | PS | IND   | IND |
| ---- | ------------------ | ------------------ | ------------------ | ------------------ | ----- | -- | ----- | --- |
| 2013 | PPD/PSD.CDS-PP.PPM | PPD/PSD.CDS-PP.PPM | 52,44              | 5                  | 32,06 | 3  | 12,07 | 1   |
| 2017 | 57,57              | 6                  | PPD/PSD.CDS-PP     | PPD/PSD.CDS-PP     | 9,10  | -  | 29,08 | 3   |
| 2021 | 56,90              | 5                  | PPD/PSD.CDS-PP     | PPD/PSD.CDS-PP     | 10,02 | 1  | 30,34 | 3   |